# Семетей (футбольний клуб)
«Семетей» (кирг. Семетей) — киргизський футбольний клуб, який представляв Бішкек.

## Хронологія назв
- 19??—1991 — «Семетей» (Фрунзе);
- 1992—1997 — «Семетей» (Бішкек).

## Історія
Футбольний клуб «Семетей» був заснований у місті Фрунзе після завершення Другої світової війни. Спочатку команда виступала в чемпіонаті та кубку Киргизької РСР. У 1981 році отримала право стартувати в Другій лізі СРСР (III дивізіон). Однак дебют виявився невдалим — команда тричі зіграла внічию, а в решті 17-и матчах зазнала поразки. В наступному сезоні 1982 року в радянському чемпіонаті місто представляла вже інший клуб — ЦОР. У 1992 році в зв'язку зі зміною назви міста команду було перейменовано на «Семетей» (Бішкек).
Після здобуття Киргизстаном незалежності клуб виступав у регіональних футбольних змаганнях. В 1997 році «Семетей» було розформовано, а на його базі було створено новий клуб під назвою «Дордой» (Нарин).

## Досягнення
- Друга ліга СРСР (6-а група)
  - 21-е місце (1): 1981

## Стадіон
Домашні поєдинки «Семетей» проводив на стадіоні «Спартак», який вміщує 23 000 глядачів.

## Відомі гравці
- // Андрій Гузієнко